# Takenoshin Nakai
Takenoshin Nakai (Gifu, 9 novembre 1882 – Tokyo, 6 dicembre 1952) è stato un botanico giapponese.

## Biografia
Fin dall'età giovanile sviluppò uno spiccato interesse per la botanica, influenzato dall'attività del padre, un pioniere dell'agricoltura giapponese. Si iscrisse alla facoltà di botanica dell'Università di Tokio, laureandosi nel 1907 e iniziando la sua carriera accademica un anno dopo prima come assistente, fino al 1917, poi come lettore, fino al 1922, in seguito come assistente professore, fino al 1927, e come professore titolare di cattedra dal 1927 al 1942. Nel 1947 infine divenne professore emerito. Su suggerimento di Matsumura, suo professore all'epoca degli studi universitari, iniziò ad interessarsi della flora coreana già dal 1906. Nel 1913, quando la Corea venne annessa dal Giappone, Nakai (all'epoca già botanico affermato) venne nominato botanico governativo di Chōsen, il nome giapponese indicante la nuova provincia. La sua lunga, benché non continua e interrotta da viaggi in Europa e Indonesia, permanenza in Corea, dal 1909 al 1942, durante la quale effettuò almeno 18 spedizioni ricche talvolta di difficoltà e pericoli, diede i suoi frutti con la scoperta di parecchie specie botaniche endemiche delle zone montuose della regione, descritte in opere bibliografiche come Flora coreana e Flora selvatica coreana. Nel 1925 fu nominato membro corrispondente del Museo nazionale di storia naturale di Francia e della Società botanica svizzera. Nel 1926 partecipò al Congresso Internazionale di Botanica come membro del Comitato per la Nomenclatura Botanica. Nel 1927 per i suoi meriti nella ricerca ricevette il premio Principe Katsura da parte dell'Accademia Imperiale Giapponese.
Dal marzo 1943 al 1945 diresse l'Orto botanico di Bogor e il Giardino botanico di Cibodas a Cianjur, nell'isola di Giava, durante l'occupazione giapponese dell'Indonesia. Terminata la seconda guerra mondiale, fu professore di tassonomia vegetale presso l'Università di Tokyo, dove ci furono studenti che sarebbero diventati botanici rinomati come Hiroshi Hara (1911-1986) e Fumio Maekawa (1908-1984). Dal 1947 fino alla sua morte diresse anche il Museo nazionale della scienza di Tokyo. Nel 1950 fu presidente onorario e membro della Nomenclatura Botanica al settimo Congresso Internazionale di Botanica a Stoccolma.
I suoi studi si concentrarono nel campo delle alghe, delle pteridofite, dei muschi  e delle spermatofite. Oltre alla propria abbondante produzione bibliografica, tradusse e pubblicò anche opere di grandi botanici: La Flora iaponica di Carl Peter Thunberg (Tokyo 1933), il Genere Hydrangeae di Siebold (1938), il Supplementum plantarum ...La seconda edizione di Generum Plantarum di Linneo (Tokyo , 1936).
Diverse specie vegetali e animali vennero denominate in suo onore con il nome specifico nakaii.
Tra le specie botaniche da lui scoperte e descritte si annovera Picea koraiensis.

## Opere principali
- Flora Koreana Tokyo: Imperial University of Tokyo, 1909-1911. 2 vol.
- Kongōsan shokubutsu chōsasho Seoul: Government of Chōsen, 1918
- Utsuryōtō shokubutsu chōsasho Souru: Chōsen sōtokufu, Taishō 8 [1919]. Edizione in inglese:
  - Report on the vegetation of the island Ooryongto or Dagelet Island, Corea, February, 1818 [= 1918] Seoul: Government of Chōsen, 1919
- Chōsen shinrin shokubutsu hen = Flora sylvatica Koreana Keijo: Chōsen Sōtokufu Ringyō Shikenjo = Forestal Experimental Station, Government General of Chosen, 1915-1936 . En 22 vol. (reimpresión Tokio : Tosho Kankōkai, 1976)
- Tentamen systematis Caprifoliacearum Japonicarum Tokyo: Imperial University of Tokyo, 1921
- Takenoshin Nakai, Gen'ichi Koizumi Dai Nihon jumokushi. Maki no 1 Tōkyō : Seibidō Shoten, Taishō 11 [1922]
- Takenoshin Nakai, Gen'ichi Koizumi Dai Nihon jumokushi Tōkyō : Seibidō Shoten, Shōwa 2 [1927]
- Hagirui no kenkyō = Lespedeza of Japan & Korea Keijo: Chōsen Sōtokufu Ringyō Shikenjo = Forestal Experimental Station, Government General of Chosen, Shōwa 2 [1927]
- Takenoshin Nakai, Harufusa Nakano, Tōru Tomita Kamikōchi tennen kinenbutsu chōsa hōkoku [Tokio] : Naimushō, Shōwa 3 [1928]
- Matajirō Tozawa, Takenoshin Nakai Chōsen jumoku chikurui bunpufu. Dai 1-bu, Dai 1-kan, Part 1, Vol. I, Jumoku chikurui kikōjō no tekichizu. Jūyū jumoku hei chikurui = Atlas illustrating geographical distribution of Korean woody plants and bamboos. Climatically favourable regions. Principal woody plants & bamboos Keijo: Chōsen Sōtokufu Ringyō Shikenjo = Forestal Experimental Station, Government General of Chosen, Shōwa 4 [1929]
- Takenoshin Nakai, Masao Kitagawa Plantæ novæ jeholenses I Tokyo: University Press, 1934.
- Takenoshin Nakai, Masao Kitagawa Manshū shokubutsu shiryō = Contributio ad cognitionem floræ Manshuricæ 1935
- Tōa shokubutsu zusetsu = Iconographia plantarum Asiae orientalis Tokyo: Shunyodo Shoten, 1935-1952. 5 vol.
- Nekka-shō ni jiseisuru kōtō shokubutsu mokuroku = Index florae Jeholensis 1936
- Takenoshin Nakai, Masazi Honda, dir. Dainihon shokubutsushi = Nova flora Japonica: vel, Descriptiones et systema novum omnium plantarum in Imperio Japonico sponte nascentium Tokyo: Sanseido Co. - National Science Museum, 1938-1943. 10 vol., de los cuales el 9 Ardisiaceae es de Nakai
- Lauraceae smilacaceae Keijo: Chōsen Sōtokufu Ringyō Shikenjo = Forestal Experimental Station, Government General of Chosen, 1939
- Tōa shokubutsu 1939
- Ordines, familiae, tribi, genera, sectiones ... novis edita. Appendix. Quaestiones characterium naturalium plantarum Tokyo, 1943
- A synoptical sketch of Korean flora Tokyo: National Science Museum, 1952

| Nakai è l'abbreviazione standard utilizzata per le piante descritte da Takenoshin Nakai. Consulta l'elenco delle piante assegnate a questo autore dall'IPNI. |